# ∞infinity∞
∞Infinity∞는 이이즈카 마유미의 8번째 음반이다. 2004년 7월 22일에 도쿠마 저팬 커뮤니케이션즈에서 발매하였다.

## 해설
- 이이즈카 마유미의 8번째 앨범. 모두 10곡.
- 통상판과 한정판이 있다.
- 한정판에는「DVD와 포에트리ーCD」가 들어있다.
- 전곡을 이이즈카 마유미가 단독으로 작사했다. <사랑스러운 시간>을 제외한 곡의 작곡과 편곡은 다른 사람이 맡았다.
- 호시마이[星舞] 명의로 된 첫 작곡 「사랑스러운 시간」이 수록.

## 수록곡
（　）안은 차례대로 작사, 작곡, 편곡.
1. I'm in the pink（이이즈카 마유미、이즈미카와 소라、타쿠미 마사노리）
2. ∞Infinity∞（이이즈카 마유미、도지마 코헤이、타쿠미 마사노리）
3. 사랑스러운 시간/愛しい時間（이이즈카 마유미、호시마이、타쿠미 마사노리）
4. Strawberry Fantasy（이이즈카 마유미、하세가와 토모키、하세가와 토모키）
5. moonless（이이즈카 마유미、도지마 코헤이、타쿠미 마사노리）
6. Power to Power（이이즈카 마유미、이즈미카와 소라、타쿠미 마사노리）
7. 카레 먹는 날/カレー日和（이이즈카 마유미、이즈미카와 소라、가토 미치아키）
8. 0%（이이즈카 마유미、도지마 코헤이、하세가와 토모키）
9. 소원/願い（이이즈카 마유미、도지마 코헤이、하세가와 토모키）
10. 2004년의 diary/2004年のdiary（이이즈카 마유미、하세가와 토모키、하세가와 토모키）